# M109A3GNM
M109A3GNM je norveška inačica američkog samohodnog topništva M109.

## Povijest
Norveška je tijekom 1960-ih kupila od Njemačke 126 samohodnih haubica M109A3G koje su zemlji isporučene 1969. godine. Ulaskom u norveške oružane snage, oružje je ondje dobilo oznaku M109A3GN te je dodijeljeno mobilizacijskim rezervnim snagama u čijim hangarima je i pohranjeno. Do 1990-ih na topništvu je izvršeno nekoliko manjih poboljšanja.
Završetkom hladnog rata, mobilizacijske rezervne snage su izgubile na važnosti tako da je broj M109 haubica drastično smanjen na 56.

## Novija povijest
Početkom 21. stoljeća Norveška je odlučila povući iz uporabe 40 godina stare američke haubice. Nakon što je 2002. godine Nizozemska shvatila da je kupila previše njemačkog samohodnog topništva PzH 2000, ponudila je norveškoj vojsci 18 svojih haubica u zamjenu za NASAMS zemlja-zrak projektile. Obje strane su 23. lipnja 2003. potpisale ugovor, međutim posao je propao nakon što je norveška strana izračunala da je vojni budžet premalen za nabavu PzH 2000 haubica. Prema njihovoj kalkulaciji, cijena pojedinačne haubice iznosila bi 50 milijuna NOK (8,3 milijuna USD) tako da je kao alternativa dogovorena nadogradnja 14 od 56 postojećih M109 haubica po cijeni od 40 milijuna NOK (6,6 milijuna USD). Sam proces nadogradnje na moderne standarde je dovršen do kraja 2007. godine. Budućnost presotale 42 haubice je neizvjesna.
Sama nadogradnja je uključivala novi interkom te najvažnije, novu opremu za navigaciju i pozicioniranje. Time su pozicije topnika i topnikovog asistenta spojene u jedno a samohodno topništvo je dobilo novu oznaku M109A3GNM.
Norveška vojska je u prosincu 2008. od Švedske naručila 24 topnička sustava Archer, međutim Vlada premijerke Erne Solberg je u prosincu 2013. otkazala narudžbu. Norveški ministar obrane Ine Eriksen Søreide izjavio je da bi M109A3GNM mogao biti u službi do 2020. godine kada bi se odlučilo o njegovoj zamjeni.

## Korisnici
- Norveška: norveška vojska.

## Vanjske poveznice
- Army-guide.com - M109A3G